# Richelda
Richelda, Richilde, auch Arcielda oder Arichelda, war die wohl langobardische Ehefrau des Dogen Pietro III. Candiano (942–959). Sie war zudem die Mutter ihres gemeinsamen Sohnes Pietro IV. († 976), der seinem Vater gegen dessen Willen im Amt folgte.
Die älteste Chronik Venedigs, das Werk des Johannes Diaconus, sagt explizit, der Doge habe drei Söhne gehabt („Petrus dux tres habuit filios“, Istoria Veneticorum IV, 8). Als gesichert gelten Dominicus III., Bischof von Torcello, dann Vitale, der später gleichfalls Doge wurde, und schließlich Hugo, auch Vitalis genannt, Graf von Padua und Vicenza, die auch urkundlich nachgewiesen sind. Zeitweise wurde ein weiterer Sohn namens Vitale (wohl eine Verwechslung mit Ugo) und möglicherweise ein Stefano als Söhne gemutmaßt, so etwa von Andrea Da Mosto im Jahr 1939.
944 erwarb Pietro III. die Fogolana, eine Landschaft südlich von Chioggia, die nicht mehr auf venezianischem Gebiet, sondern auf Reichsboden lag. Diese Ländereien hatte er Anna, der Witwe des Grafen von Reggio abgekauft. Einen Teil der Fogolana, dort, wo sich ein Weingut befand, schenkte er Richelda. Diese schenkte das Weingut wiederum ihrer Schwiegertochter Immilia, der Frau ihres Sohnes Hugo-Vitalis.
Weil die Frau des jeweiligen Dogen später als Dogaressa bezeichnet wurde, wird auch sie noch immer in entsprechenden Listen unter diesem Titel geführt, und zwar mit den Regentschaftsjahren ihres Ehemannes. Die frühen Chronisten, wie besagter Johannes Diaconus, erwähnen sie hingegen nicht einmal mit ihrem Namen. 

## Rezeption
Infolgedessen war Richelda im Rahmen der venezianischen Geschichtsschreibung schwer einzuordnen. So hielten manche sie noch im frühen 18. Jahrhundert – trotz der Korrektur in den Rerum Italicarum scriptores (1728) – für die Ehefrau Pietros IV., dessen Mutter sie war. Andere, wie Tommaso Temanza, hielten sie für eine Tochter Pietros III.
Folgt man Pompeo Molmenti, so erwähnte Pietro III. seine Frau in dem von ihm aufgesetzten Testament aus dem Jahr 959. Darin habe er ihr „una vinea murada que est posita justa canale de litus Marcense“ hinterlassen. 
Die äußerst karge Quellenlage war der Ausgangspunkt für weitreichende historische Spekulationen über die Rolle und Erscheinung der Dogaressa. Edgcumbe Staley († 1903) glaubte nämlich, ohne ihren Namen zu nennen, dass sie, wie ihr Ehemann, Patin bei der Festa delle Marie gestanden habe. Dieses Fest ging darauf zurück, dass in Santa Maria Formosa versammelte Bräute ihrer Mitgift durch Piraten beraubt worden waren. Ihre Rettung aus der Gefangenschaft sei der Anlass gewesen, das entsprechende jährliche Fest zu Maria Lichtmeß einzurichten. In den ältesten Chroniken taucht diese Legende noch nicht auf, doch seit dem 13. Jahrhundert wird das Fest mit dem angeblichen Sieg über Piraten begründet. Die Angaben, was das für Piraten waren, und wann genau das Ereignis stattfand, variieren. 
Für Veronica West-Harling (Rome, Ravenna, and Venice, 750–1000. Byzantine Heritage, Imperial Present, and the Construction of City Identity, 2020) war Richelda „of obvious longobard descent“, also ‚von offensichtlicher langobardischer Abstammung‘.